# バトル野郎〜100万人の兄貴〜
「バトル野郎〜100万人の兄貴〜」（バトルやろう ひゃくまんにんのあにき）は、筋肉少女帯の6枚目のシングルである。1992年6月21日にトイズファクトリーより発売された。

## 概要
タイトル曲の「バトル野郎〜100万人の兄貴〜」は、カプコンのスーパーファミコン用ゲームソフト『ストリートファイターII』のCMソングとして使われた。オリコン週間ランキングで最高17位ながら8週にわたってランクインし、筋肉少女帯のシングルとしては「元祖高木ブー伝説」に次ぐ歴代2位の売り上げを記録した。

## 収録曲
1. バトル野郎〜100万人の兄貴〜
（作詞：大槻ケンヂ / 作曲：本城聡章、筋肉少女帯 / 編曲：筋肉少女帯）
2. じーさんはいい塩梅
（作詞：大槻ケンヂ / 作曲：本城聡章、筋肉少女帯 / 編曲：筋肉少女帯）